# مشروع التاريخ العظيم
تأسس مشروع التاريخ العظيم (بالإنجليزية: Big History Project)‏ بمشاركة بيل غيتس وديفيد كريستيان لتمكين التدريس العالمي لموضوع التاريخ العظيم، والذي يوصف بأنه «محاولة فهم تاريخ الكون والأرض والحياة والإنسانية بطريقة موحدة.» إنها دورة تغطي التاريخ من الانفجار العظيم وحتى الوقت الحاضر بطريقة متعددة التخصصات. مشروع التاريخ العظيم «مكرس لتعزيز حب أكبر وقدرة أكبر على التعلم بين طلاب المدارس الثانوية».

## وصلات خارجية
- الموقع الرسمي للمشروع (بالإنجليزية)